# 北区 (蔚山広域市)
北区（プッく）は、蔚山広域市の北部にある区である。

## 歴史
- 1997年7月15日 - 中区の一部（珍庄洞・孝門洞・松亭洞・楊亭洞）・蔚州区農所邑・江東面をもって北区を設置。
- 1998年3月1日 - 東区塩浦洞を編入。

## 行政

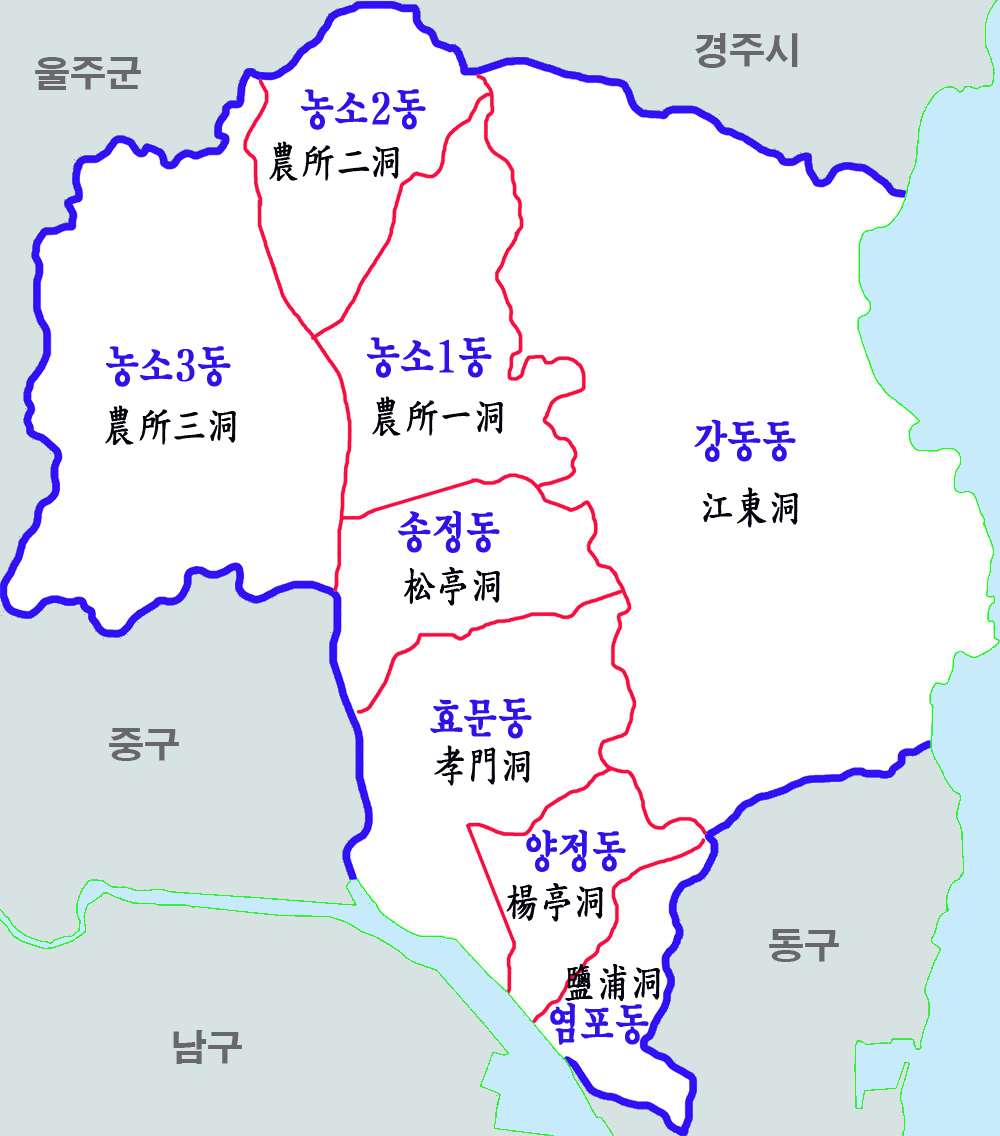
行政区域図

### 下部行政区域
| 行政洞  | 法定洞                                                                 |
| ------- | ---------------------------------------------------------------------- |
| 農所1洞 | 倉坪洞、虎渓洞、梅谷洞、新泉洞                                         |
| 農所2洞 | 梅谷洞、新泉洞、中山洞                                                 |
| 農所3洞 | 加大洞、常安洞、泉谷洞、達川洞、時礼洞                                 |
| 江東洞  | 舞龍洞、旧柳洞、亭子洞、新明洞、大安洞、堂舎洞、新峴洞、山下洞、於勿洞 |
| 孝門洞  | 明村洞、珍庄洞、蓮岩洞、孝門洞                                         |
| 松亭洞  | 華峰洞、松亭洞                                                         |
| 楊亭洞  | 楊亭洞                                                                 |
| 塩浦洞  | 塩浦洞                                                                 |

### 警察
- 蔚山中部警察署
  - 華峰派出所
  - 農所1派出所
  - 農所2派出所
- 蔚山東部警察署
  - 江東派出所
  - 楊亭派出所

### 消防
- 東部消防署
  - 塩浦119安全センター
- 中部消防署
  - 農所119安全センター

## 交通
- 蔚山空港を通じてソウルや済州と繋がっている。

### 鉄道
- 東海線
  - 北蔚山駅